# Spathidexia neya
Spathidexia neya är en tvåvingeart som beskrevs av Henry J. Reinhard 1953. Spathidexia neya ingår i släktet Spathidexia och familjen parasitflugor. Inga underarter finns listade i Catalogue of Life.